# 졸트 라츠코
졸트 라츠코 (Zsolt Laczkó, 1986년 12월 18일, 헝가리 세게드 ~ )는 헝가리의 전 축구 선수이다.